# Danubius Hotel Hungaria City Center
A Danubius Hotel Hungaria City Center az ország legnagyobb négycsillagos szállodája Budapesten, a Keleti pályaudvarral átellenben, a Rákóczi út és Rottenbiller utca sarkán található. A ház 499 szobával, két étteremmel, a szálloda halljában kávézóval és összesen 500 fő befogadására képes rendezvénytermekkel rendelkezik.

## Története

### Debreczen Fogadó, majd Szálloda
A keleti pályaudvar megépítése előtt a mai Teleki tér és Rózsák tere által közrefogott terület állatvásárok célját szolgálta, mióta a pesti városfal tövéből (a mai Erzsébet tér helyéről) ideköltöztették ezeket. A vásárokra érkező eladók, vevők és kereskedők néhány környékbeli fogadóban tudtak megszállni. Ezek egyike, a főleg lókupeceket és lócsiszárokat elszállásoló Debreczen fogadó volt. Ez a Kerepesi úton (a mai Rákóczi út 88. szám alatt) állt és valamikor az 1820-as években utcafrontját kétszintes, 17 szobás szállodává építették át, míg a mai Munkás u. 9. felől megmaradt a kocsibehajtó. A földszintjén kocsma, az udvarán istállók voltak. A szobák az emeleten helyezkedtek el. Az épületet az 1870-es évek végén ismét átalakították, a földszintjén elegáns éttermet nyitottak, amely a harmincas évektől a környék egyik legjobbjának számított, és egészen 1963-ig működött. Az étterem utcai terme neogótikus stílusú, fából készült falburkolattal rendelkezett, a hátsó, kerthelyiség melletti teremben a fa boxokat Benyovszky István alföldi parasztidillt ábrázoló képei és üvegei választották el egymástól. Udvarán nyaranta kerthelyiség működött.

### Központi (Central) Szálloda
Miután 1884-ben megnyílt a Rochlitz Gyula tervei alapján épült Keleti pályaudvar, és a vasúti forgalom is fellendült, 1889-ben megnyitotta kapuit a Central Hotel, vagyis Központi Szálló a Baross téren, a pályaudvarral szemben. A négyemeletes, három felső emeletén vörös klinkertéglával kirakott épületben 62 szoba és három lakosztály várta a szállóvendégeket. Az étkezésről étterem, a szórakozásról bár, éjszakai mulató és szivarszoba gondoskodott. A megnyitástól nyilvános telefon, távírda és non-stop mosoda állt a vendégek rendelkezésére. Az épületnek három személyliftje és egy teherliftje is volt. Az 1928-as felújítás után a szobákban telefon, rádió és kategóriától függően hideg-meleg vizes fürdő vagy mosdó is volt. Földszintjén ekkor már kávéház is üzemelt. Története során hol együtt, hol külön működött a szomszédos Imperial Szállóval.

### Grand Hotel Imperial
Keleti Lajos 1915-ben vette meg a Debreczen Szálló és a Cental közötti telket, ahová Sebestyén Artúr tervei alapján épült meg a mai épületegyüttes legrégebbi részeként a Grand Hotel Imperial. 1917-ben nyitották meg és rögtön összekapcsolták az ekkor már Keleti tulajdonában lévő Központi szállodával. A nyitás után Keleti azzal hirdette a szállodát, hogy 
Amit a szállodaiparban a technikai tudomány eddig alkotni tudott az megtalálható ebben a szállodában. Márvány lépcsőház. Tágas folyosók. Halle minden emeleten és a földszinten. Szobák saját fürdővel és előszobával. Minden szobában központi fűtési berendezés és meleg vízszolgáltatás. Saját gőzmosóda és villamerőre berendezett vasalómühely. Úri- és női fodrászterem. Fényesen berendezett intim Imperial kávéház a szálloda saját üzemében. Pazar kiállítású I. osztályú étterem, polgári étterem és sörcsarnok"(sic!)
Közben Keleti a Centralt is felújíttatta és az összekapcsolt két szállodában mintegy 250 szoba állt a vendégek rendelkezésére. Ahogy az idézett hirdetésben áll, Keleti átvette az 1916-ban bezárt Angol Királynő Szálloda személyzetét, ezzel mintegy az új szálloda személyzetének hozzáértését garantálva. A szobák ára ekkoriban 4 korona 50 fillértől kezdődött.
Utolsó tulajdonosa dr. Szilágyi Béla és felesége voltak, akiknek tulajdonjogát 1941 novemberében jegyezte be a bíróság a cégjegyzékbe. A szálloda ekkor önállóan működött 150 szobával, „komfortos, modern családi szálloda”-ként. A legolcsóbb szobák 5 -pengőbe kerültek.
A szállodát 1944-ben a Wehrmacht lefoglalta és katonai kórházat rendeztek be a falai között.

### Szabadság Szálló
Budapest ostroma alatt a Central épülete megsemmisült. Az Imperialt úgy-ahogy rendbehozták, de 1948-ban államosították és átnevezték „Szabadság”-ra. Földszinti kávéháza helyén közért üzemelt. A Debreczen az ostromot megúszta, de szobáit lakásokká alakították. A Centrál helyén földszintes üzletsort húztak fel, ahol üveg- és porcelánárubolt, a Zóna presszó, Fényképész Szövetkezet, Óra és Ékszerbolt, valamint egy totózó is helyet kapott.
A hatvanas évek elején a fellendült szocialista táboron belüli turizmus kielégítésére országos szintű szállodaépítési hajrá kezdődött. Ennek keretében döntés született a Baross téri szállodatömb megépítésére. A Debrecent és az ideiglenes üzletsort lebontották, a volt Imperialnak gyakorlatilag csak a homlokzatát hagyták meg, és a telekre betonszerkezetű, hétszintes épületet húztak fel. Érdekesség, hogy miután a Debrecen szálloda emeletes épületét lebontották, a hátsó, földszintes épületeket meghagyták és az étterem ezekben a hátsó termekben még működött egy ideig, ahogy a kerthelyiség is tavasztól őszig. Végül azonban, ahogy az új Szabadság szálló építkezése haladt előre, ez sem kerülhette el sorsát, és 1963-ban bezárták. 1965-ben nyitotta meg kapuit az új Szabadság Szálloda. A monstrum a maga 406 szobájával az ország legnagyobb szállodája lett, és ezt a címet a mai napig megtartotta magának.

### Grand Hotel Hungária
Pontosan húsz évvel később Grand Hotel Hungariaként született újjá teljes körű rekonstrukció és bővítés után, amely magában foglalta egy új épületrész felhúzását a Munkás utca 9. szám alatti telekre, valamint egy további emelet és egy manzárd ráépítését a régi hotelrészre. Az új épületrészben alakították ki a gazdasági bejáratot és a mélygarázs lehajtóját is. 
A szálloda ekkor Duli László vezetésével, 528 szobával, mintegy ezer ággyal várta a vendégeit – 1600 Ft/nap átlagos szobaáron, háromcsillagos színvonalon. Night Clubja, a Phönix Budapest éjszakai életének egyik számottevő helyszíne volt. Bárjának akkori itallapja szerint egy Coca-Cola 30, míg egy Unicum 60 forintba került, amikor az átlagkereset Magyarországon 5961 Ft volt. A gasztronómiai kínálat egy fine dining (I. osztályú) étteremből (Beatrix királyné), egy sörözőből (Fiáker), valamint egy borozóból (Vincellér) állt. A söröző különlegességét az adta, hogy a 4–6 személyes boxok fiákereket imitáltak. A hotel halljából nyílt a Stefánia kávéház és cukrászda, a Baross térre néző oldalon az utcáról volt megközelíthető a hidegkonyhai- és egyszerűbb meleg ételeket elvitelre és állva fogyasztásra kínáló Saláta Bár, valamint a tavasztól őszig üzemelő Eskimo fagylaltozó. Az exekutív konyhafőnöki posztot a felújítás után is Bara Zoltán töltötte be.

### Best Western Hungaria
A ma már a Danubius Hotels Group tulajdonában lévő szálloda 1991-ben kapta a Best Western Hotel Hungaria nevet, ekkor lett a világ legnagyobb szállodaláncának tagja. Összesen 468 szobával várta az idelátogatókat. A legtöbb emelet lifttel is elérhető volt. A kínált szolgáltatásokhoz ruhatár, széf és pénzváltó is tartozott. A nyilvános helyiségekben Wi-Fi-hozzáférés (díjmentesen) tette lehetővé a kapcsolattartást a külvilággal. A szállodalánccal 2015-ben bontottak szerződést.

### Danubius Hotel Hungaria City Center
A Danubius szállodavállalat ezután olcsó, központi fekvésű, középkategóriás "city-break" szálláshellyé pozicionálta át hotelt, az internetes értékesítésre helyezve a hangsúlyt, és 2016. január elsejével át is nevezte.

## Nevezetes vendégek
Az utóbbi esztendőkben olyan hírességek szálltak meg itt, mint Bruce Springsteen, Mike Oldfield és Brad Pitt.